# Vuorijärvi (sjö i Enonkoski, Södra Savolax)
Vuorijärvi är en sjö i kommunen Enonkoski i landskapet Södra Savolax i Finland. Sjön ligger 92,7 meter över havet. Arean är 68 hektar och strandlinjen är 9,05 kilometer lång. Sjön  ingår i Vuoksens huvudavrinningsområde.   Den ligger omkring 100 kilometer öster om S:t Michel och omkring 300 kilometer nordöst om Helsingfors. 